# Mit offenen Karten (Fernsehsendung)
Mit offenen Karten ist der deutsche Titel der wöchentlich im Fernsehsender ARTE ausgestrahlten Informationssendung Le Dessous des cartes. In der Sendereihe werden anhand von grafisch aufbereiteten Landkarten historische, geopolitische oder wirtschaftliche Sachverhalte dargestellt. Der französische Sender La Sept strahlte im Jahr 1990 die erste Folge der Sendung aus, bevor ARTE sie 1992 übernahm. Seitdem wird sie dort auch auf Deutsch ausgestrahlt und ist die mittlerweile älteste Sendung, die der Sender fortlaufend produziert. Ihr Moderator war bis zu seinem Tod im Dezember 2016 Jean-Christophe Victor.
Seit dem 2. September 2017 führt die Journalistin Émilie Aubry, auch bekannt durch die Moderation des ARTE-Themenabends, durch die Sendung. Die Sendung ist nicht zu verwechseln mit der ab 4. Januar 1954 in der ARD ausgestrahlten vierteiligen Serie "Mit offenen Karten".

## Redaktionelle Bearbeitung
Sprecher der Sendereihe und gleichfalls ihr Redakteur war bis zu seinem Tod im Dezember 2016 der Politikwissenschaftler und Volkskundler Jean-Christophe Victor. Victor war Mitbegründer und Leiter des privaten Forschungsinstitutes Lépac (Laboratoire d’études politiques et cartographiques, dt. etwa „Laboratorium für politische Studien und Kartographie“) und arbeitete für die Sendung eng mit den Ko-Autoren Virginie Raisson und Frank Tétart zusammen, die Mitarbeiter am Institut sind. In der Regel sprach Karl-Heinz Grimm Victors Synchronstimme, gelegentlich auch Christian Stonner.
Mit der Weiterführung der Sendung im September 2017 übernahm Pierre-Olivier François die redaktionelle Arbeit. Die deutsche Stimme für Émilie Aubry spricht Andrea Schieffer.

## Sendungsinhalt

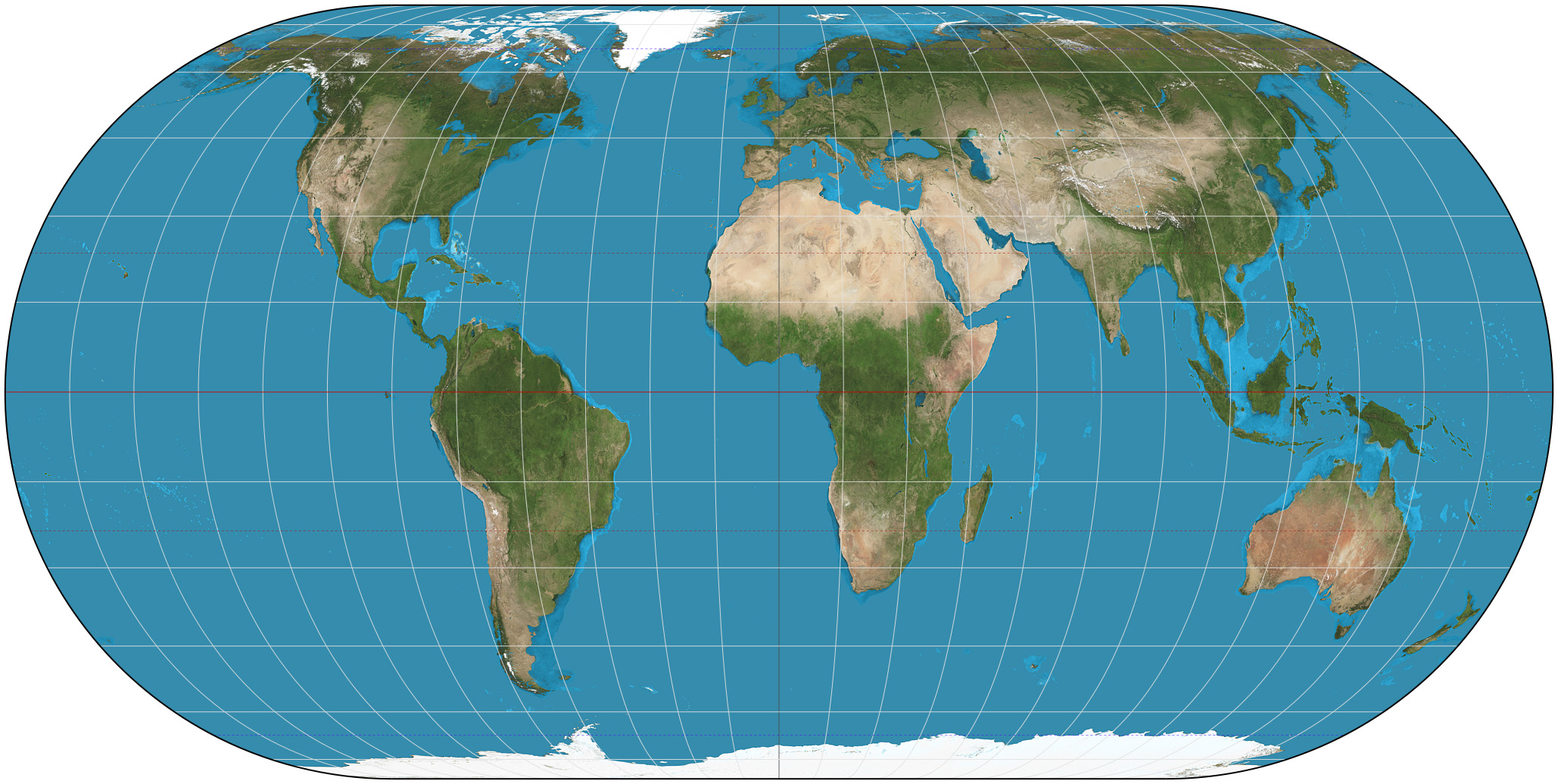
Für die Darstellung der Sendungsinhalte kommen Karten in der flächentreuen Eckert-IV-Projektion zur Anwendung.

Die zehn- bis zwölfminütige Sendung behandelt meist einschlägige und aktuelle Themen, gelegentlich aber auch Zusammenhänge, die am Rande der öffentlichen Aufmerksamkeit liegen. Die Themenbandbreite reicht dabei von der Entstehung der Weltkarte über die Meeresverschmutzung bis zu historischen und brandaktuellen Themen wie der geopolitischen Situation Japans im Lauf der Jahrhunderte oder der Außenpolitik der Vereinigten Staaten. Häufig werden auch Länder oder Regionen mit ihren besonderen geopolitischen Gegebenheiten vorgestellt. Um bestimmte Themen ausführlicher behandeln zu können, werden diese häufig auf zwei bis drei Folgen ausgedehnt. Zum Abschluss jeder Sendung präsentierte Jean-Christophe Victor weiterführende Literatur oder kulturelle Ereignisse, die sich auf das Thema der Sendung bezogen. Nach einer visuellen Umgestaltung der Sendung stellte Jean-Christophe Victor ausschließlich französische Literatur vor, während die Internetpräsenz auch deutschsprachige Literaturempfehlungen aufführt.

## Ausstrahlung
Der Ausstrahlungstermin wechselte mehrfach, seit September 2018 wird eine neue Folge von „Mit offenen Karten“ in Deutschland jeweils samstags um 18:10 Uhr auf ARTE ausgestrahlt, in Frankreich um 19:30 Uhr. Die Sendungen werden in den folgenden Tagen mehrfach wiederholt und sind in der Arte-Mediathek eine Woche lang abrufbar. Anschließend stehen die Folgen auf der Webseite in der Art einer Diaschau zur Verfügung: Der Besucher kann durch die Karten und Grafiken blättern, die mit schriftlichen Erläuterungen versehen sind. Aus aktuellem Anlass werden gelegentlich ältere Folgen erneut ausgestrahlt. Darüber hinaus werden die aktuellen Folgen jeweils samstags auf dem ARTE YouTube-Kanal zur Verfügung gestellt. Hier werden auch 2- bis 3-minütige Folgen  „Mit offenen Karten im Fokus“: Täglich drei Minuten Aktuelles angeboten.
Die letzte Folge mit Jean-Christophe Victor wurde am 4. Februar 2017 ausgestrahlt. In einer Wiederholung am 27. Mai 2017 wurde ein Relaunch für September 2017 angekündigt.

## Weitere Veröffentlichungen

### Bücher
Folgende Bücher zur Sendung sind beim Verlag Les Editions Tallandier erschienen:
- Le Dessous des cartes : Atlas géopolitique. ISBN 2-84734-234-6.
- Le Dessous des cartes : Atlas géopolitique – version compacte. ISBN 978-2-84734-304-5.
- Le Dessous des cartes 1 + 2 : Atlas géopolitique + Atlas d'un monde qui change (incl. DVD), ISBN 978-2-84734-540-7.
- Le Dessous des cartes 2 : Atlas d'un monde qui change. 2007, ISBN 978-2-84734-584-1.[4]
- Le Dessous des cartes – Atlas Junior. 2010, ISBN 978-2-84734-634-3.
- Le Dessous des cartes – Itineraires Geopolitiques. 2011, ISBN 978-2-84734-823-1.[5]

Die Bücher sind ausschließlich in Frankreich und auf Französisch erschienen.

### DVDs
Ebenfalls nur in Frankreich und in französischer Sprache sind zur Sendung einige DVDs im Verlag Gaumont erschienen, z. B. Le Dessous des Cartes : Coffret Intégrale 6 DVD, inlcus 1 livret. Lediglich die DVD Mit Offenen Karten: Europa, eine Alternative? (Originaltitel: Le Dessous des cartes : L’Europe, une alternative?) wurde durch den Verlag absolut MEDIEN auch in deutscher Sprache veröffentlicht.